# Eve (série télévisée)
Pour les articles homonymes, voir Ève (homonymie).
Eve est une sitcom américaine en 66 épisodes de 22 minutes, créée par Meg DeLoatch et diffusée entre le 15 septembre 2003 et le 11 mai 2006 sur le réseau UPN.
La série est inédite dans les pays francophones.

## Synopsis
La série est un aperçu des relations hommes/femmes à travers les aventures de la charmante Shelly et de ses amis.

## Distribution
- Eve : Shelly Williams
- Jason George : J.T. Hunter
- Ali Landry : Rita Lefleur
- Natalie Desselle-Reid (en) : Janie Egins
- Brian Hooks (en) : Nick Delaney
- Sean Maguire : Donovan Brink

## Épisodes

### Première saison (2003-2004)
1. Worst First Date Ever
2. Condom Mania
3. She Snoops to Conquer
4. The Talk
5. Ego Trips 'n' Salsa
6. Check Tease
7. Player Down
8. Hi Mom
9. Private Dancer
10. The Ex Factor
11. 'Twas the Fight Before Christmas
12. Just the Three of Us
13. Valentine's Day Reloaded
14. Sister, Sister
15. Porn Free
16. Party All the Time
17. Hair is Stronger Than Pride
18. Ride or Die Chick
19. Pimps Up, DivaStyle Down
20. For Love and Money
21. They've Come Undone [1/2]
22. They've Come Undone [2/2]

### Deuxième saison (2004-2005)
Cette saison a été diffusée à partir du 21 septembre 2004.
1. OVER
2. Self Helpless
3. All My Exes Havin' Sexes
4. The Hate-Trix Reloaded
5. Footloose
6. Splice of Life
7. Friend or Foe?
8. Love TKO
9. Above Average Joe
10. Dateless in Miami
11. Lights, Camera, Face Crack!
12. Breast in Show
13. Kung Fu Divas
14. Wheeling and Dealing
15. If the Shrew Fits
16. Prom Night
17. Moral Minority
18. Real Women Have Nerves
19. Testing Testing HIV[3]
20. Resident Aliens
21. Taken for Grant-ed
22. Stay Tuned

### Troisième saison (2005-2006)
Cette saison a été diffusée à partir du 22 septembre 2005.
1. How Will I Know?
2. Shelly And?
3. Three Divas, No Style
4. The Lyin', The Witch and the Wardrobe
5. The Price of Friendship
6. Break Up to Make-Up
7. Model Behavior
8. Janie, Shut Up!
9. Brit Better Have My Money
10. Marty in the Middle
11. All About Eve
12. Banishing Acts
13. Diva Day Care
14. Mo' Money, Mo' Problems
15. Oh Brother
16. Rules of Engagement
17. To Sir, With Mom
18. Separate, But Unequal
19. Girlfriends
20. Donovan on the Brink
21. Daddy's Home
22. Daughter Don't Preach